# Ramón Torrado Estrada
Ramón Torrado Estrada (La Corunya, 5 d'abril de 1905 - Madrid, gener de 1990) va ser un director de cinema espanyol, germà del comediògraf Adolfo Torrado Estrada.

## Biografia
Pertanyia a una família de militars i va estudiar peritatge. Després de dedicar-se durant un temps a les arts plàstiques, s'instal·la a Madrid en 1939. Ja s la capital, va prendre contacte amb el món del cinema, en el qual comença a treballar com a adaptador amb Manolenka (1939), obra escrita pel seu germà, a la qual seguiria, un any més tard El famoso Carballeira, igualment adaptació d'una de les comèdies del seu germà.
El seu début com a director té lloc, per mitjà de Suevia Films, de Cesáreo González Rodríguez, amb el curt Tres maletas y un lío (1942) i la pel·lícula Campeones (1942), en la que intervenien estrelles del futbol com Zamora, Quincoces, Polo i Gorostiza). En les següents tres dècades va continuar rodant fins a aconseguir la cinquantena de títols.
Alguns d'ells figuren entre els més taquillers de la seva època, especialment Botón de ancla (1948), protagonitzada per Antonio Casal, Fernando Fernán Gómez i Jorge Mistral. Va dirigir més pel·lícules amb el seu germà, totes plenes de costumisme de calendari i trames folletinesques, conegudes com a "torradismo".

## Filmografia
- Campeones (1942).
- El hombre de los muñecos (1943).
- El rey de las finanzas (1944).
- Castañuela (1945).
- Botón de ancla (1948).
- Rumbo (1949).
- La niña de la venta (1951).
- La trinca del aire (1951).
- La estrella de Sierra Morena (1952).
- ¡Ché, qué loco! (1952).
- Nadie lo sabrá (1953).
- Malvaloca (1954).
- Amor sobre ruedas (1954).
- Héroes del aire (1957).
- Las lavanderas de Portugal (1957).
- María de la O (1958).
- Un paso al frente (1960).
- Fray Escoba (1961).
- Ella y los veteranos (1961).
- Cristo negro (1962).
- Bienvenido, padre Murray (1963).
- La carga de la policía montada (1964).
- Relevo para un pistolero (1964).
- Los cuatreros (1964).
- Mi canción es para ti (1965).
- Un beso en el puerto (1965).
- El padre Manolo (1966).
- Con ella llegó el amor (1969).
- Amor a todo gas (1969).
- La montaña rebelde (1971).
- Los caballeros del botón de ancla (1973).
- Guerreras verdes (1976).
- Sospecha en la sombra (1990).